# Lassemoen Station
Lassemoen Station (Lassemoen stasjon) er en jernbanestation på Nordlandsbanen, der ligger lige vest for Grøndalselv i Namsskogan kommune i Norge. Stationen består af krydsningsspor med en øperron, et sidespor og et læskur i gråmalet træ.
Stationen åbnede 5. juli 1940, da banen blev forlænget fra Grong til Mosjøen. Den blev gjort fjernstyret og ubemandet 22. februar 2007.
Stationsbygningen blev opført omkring 1936 efter tegninger af Bjarne Friis Baastad og Gudmund Hoel. Den toetages bygning blev opført i træ i laftekonstruktion og rummede oprindeligt ventesal, ekspedition og telegraf i stueetagen samt en tjenestebolig på første sal. Desuden var der en tilbygning i bindingsværk, der fungerede som pakhus. Bygningen blev revet ned i 2015.